# Colombia ai XXIII Giochi olimpici invernali
La Colombia ha partecipato ai XXIII Giochi olimpici invernali, che si sono svolti dal 9 al 28 febbraio 2018 a Pyeongchang, in Corea del Sud, con una delegazione composta da quattro atleti. Il portabandiera è stato il pattinatore di velocità Pedro Causil.

## Pattinaggio di velocità
| Gara                 | Atleta       | Tempo      | Tempo      | Tempo      | Posizione       | Posizione       | Posizione       |
| -------------------- | ------------ | ---------- | ---------- | ---------- | --------------- | --------------- | --------------- |
| 500 m maschile       | Pedro Causil | 35"196     | 35"196     | 35"196     | 20º             | 20º             | 20º             |
| 1000 m maschile      | Pedro Causil | 1'10"71    | 1'10"71    | 1'10"71    | 34º             | 34º             | 34º             |
| Gara                 | Atleta       | Semifinali | Semifinali | Semifinali | Finale          | Finale          | Finale          |
| Gara                 | Atleta       | Punti      | Tempo      | Pos.       | Punti           | Tempo           | Pos.            |
| Mass start femminile | Laura Gómez  | 0          | 8'54"99    | 10ª        | non qualificata | non qualificata | non qualificata |

## Sci alpino
| Gara                     | Atleta          | Tempo     | Tempo     | Tempo   | Posizione |
| Gara                     | Atleta          | 1ª manche | 2ª manche | Totale  | Posizione |
| ------------------------ | --------------- | --------- | --------- | ------- | --------- |
| Slalom speciale maschile | Michael Poettoz | 57"46     | 1'00"00   | 1'57"46 | 37º       |
| Slalom gigante maschile  | Michael Poettoz | 1'21"41   | DNF       | DNF     | DNF       |

## Sci di fondo
| Evento                        | Atleta            | Tempo   | Tempo   | Tempo   | Distacco | Distacco | Distacco | Posizione | Posizione |
| ----------------------------- | ----------------- | ------- | ------- | ------- | -------- | -------- | -------- | --------- | --------- |
| 15 km tecnica libera maschile | Sebastián Uprimny | 58'08"1 | 58'08"1 | 58'08"1 | +24'24"2 | +24'24"2 | +24'24"2 | 115º      | 115º      |